# 푸시버튼 (브랜드)
푸시버튼(영어: pushBUTTON)은 2009년에 설립된 대한민국의 하이엔드 패션 브랜드이다. 예술성과 상업성의 경계를 두지 않는 글로벌 브랜드로 평가받으며, 기본과 위트를 담은 브랜드 정체성을 구축하였다.
특정 스타일에 국한되지 않은 과감하고 실험적인 컬렉션으로 잘 알려져 있으며, 해외 명품 편집숍, 공식 웹사이트 상의 이커머스 등을 비롯해 유럽, 미국, 중국 등 전 세계 매장을 통해 제품들을 판매하고 있다.
스트리트와 하이엔드의 믹스 매치를 고유의 스타일로 재해석하는 푸시버튼은 동시대의 흐름과 감성을 반영한 디자인으로 매 시즌 진보를 거듭하는 국제적 브랜드이다. 크리에이티브 디렉터 박승건은 2021년부터 난다의 크리에이티브 디렉터 (CCO)를 겸하고 있다.

## 같이 보기
- 패션
- 패션 디자인